# Callistellina panda
Callistellina panda is een haft uit de familie Caenidae. De wetenschappelijke naam van de soort is voor het eerst geldig gepubliceerd in 2001 door Sun & McCafferty.
De soort komt voor in het Afrotropisch gebied.